# Gerd Albrecht
Gerd Albrecht (Essen, 19 de juliol de 1935 - Berlín, 2 de febrer de 2014) fou un director d'orquestra alemany.

## Biografia
Fill del musicòleg Hans Albrecht (1902-1961), estudià musicologia i filosofia a Kiel i Hamburg, on es va formar com a director d'orquestra amb Hans Brückner-Rüggeberg (1906-1985).
Va obtenir un primer premi en el Concurs Internacional de Directors a Besançon a l'edat de 22 anys. El seu primer càrrec va ser com repetiteur a l'Òpera Estatal de Stuttgart. Més tard, es va convertir en el principal Kappelmeister del Teatre Municipal de Magúncia, i Generalmusikdirector a Lübeck a l'edat de 27 anys (1962), essent el director més jove en ostentar aquest càrrec. Més endavant fou nomenat director titular de les orquestres de Kassel, Berlín (Deutsche Oper), Zúric (Tonhalle), la Staatsoper i la Philharmoniker d'Hamburg.
L'any 1984 fou nomenat «Músic de l'Any» per la crítica alemanya, que el qualificà com a músic fora de tot esquema. El renaixement de les obres d'Alexander von Zemlinsky i Franz Schreker, així com de les primeres composicions de Hindemith, van ser obra d'Albrecht. Entre 1993 i 1996 fou el director titular de l'Orquestra Filharmònica Txeca, essent el primer director estranger en els gairebé cent anys d'història de l'orquestra.
Gerd Albrecht es dedicà també amb intensitat a la música contemporània i estrenà, entre d'altres, obres de Wolfgang Fortner, György Ligeti, Wolfgang Rihm, Hans Werner Henze, Alfred Schnittke, Alexander Zemlinsky, Rolf Liebermann, Helmut Lachenmann i Krzysztof Penderecki. També es preocupà per recuperar músics «oblidats», com per exemple els compositors Schumann, Dvořák, Spohr, Fibich, Wolf, i molts altres.
Durant més de 30 anys es dedicà també a l'educació musical infantil i juvenil. Va escriure dos llibres per a nens, un sobre l'orquestra i un sobre l'òpera; va dirigir i moderar més de 50 programes televisius i va gravar discos per a infants. L'any 1990 creà a Hamburg la Fundació Juvenil Mundial. Una part important d'aquesta fundació fou el «Museu Sonor» per a nens que, entre altres accions, brindà a joves talents la possibilitat de fer concerts i recitals davant un públic especialitzat, així com en hospitals, asils, etc.
Albrecht fou director principal de l'Orquesta Simfònica Yomiuri de Tòquio entre 1997 i 2007, i també de l'Orquestra Simfònica de la Radio Danesa entre 2000 i 2004.
El seu treball en l'òpera contemporània va incloure la realització de Lear d'Aribert Reimann en la seva estrena mundial. Les seves gravacions incloïen les obres de Robert Schumann Genoveva i Manfred.